# Johannes Fock
Johannes Fock (* 23. Oktober 1910 in Horst (Holstein); † 8. August 1986 in Hamburg) war ein deutscher Bibliothekar und Bibliotheksdirektor.

## Leben und Wirken
Johannes Fock, Sohn von Anna Fock, geborene Huckfeldt, und des Landwirts Johannes Fock, studierte nach seiner Reifeprüfung in Elmshorn (1901) Evangelische Theologie und Philosophie an der Christian-Albrechts-Universität zu Kiel sowie an den Universitäten Tübingen, Erlangen und der Kirchlichen Hochschule Bethel. Nach seinen theologischen Staatsexamen 1935 und 1938 in Kiel wurde er 1939 an der Universität Kiel bei Ferdinand Weinhandl mit einer philosophiegeschichtlichen Arbeit zum Dr. phil. promoviert. Nach seinem Kirchendienst in Kiel verbrachte er die Zeit von 1941 bis 1950 im Kriegsdienst und in der Gefangenschaft. Im Jahre 1950 trat er in die Ausbildung für den höheren Bibliotheksdienst an der Staats- und Universitätsbibliothek Hamburg ein und legte 1952 an der Bayerischen Staatsbibliothek die Fachprüfung hierfür ab. Von 1952 bis 1976 war er dann an der Staats- und Universitätsbibliothek Hamburg als Bibliothekar tätig, seit 1968 als Bibliotheksdirektor und stellvertretender Direktor dieser Bibliothek. Er leitete dort die Benutzungsabteilung und war an der Einführung der Elektronischen Datenverarbeitung beteiligt. Im Auftrag der Deutschen Forschungsgemeinschaft arbeitete er 1960/1961 an einem Gutachten bezüglich der „Verbesserung des Literaturnachweises im Universitäts- und Hochschulbereich“. An der Universität Hamburg hatte Fock einen Lehrauftrag für Buchkunde und Technik der wissenschaftlichen Arbeit inne. Er war verheiratet mit Elfriede Fock, geborene Sievers (1918–2003).
Johannes Fock ruht neben seiner Frau auf dem Friedhof Ohlsdorf. Die Grabstätte im Planquadrat AF 39 liegt nördlich von Kapelle 9.

## Schriften
- Karl Friedrich Göschel <1781–1861>, der Verteidiger der spekulativen Philosophie. Lengericher Handelsdr., Lengerich/Westfalen 1939 (Dissertation Universität Kiel, mit eigenem Lebenslauf).
- "Katalog der Wissenschaften" und "Katalog der Sachen". In: Christian Voigt (Hrsg.): Libris et litteris. Festschrift für Hermann Tiemann zum 60. Geburtstag am 9. Juli 1959. Maximilian-Gesellschaft, Hamburg 1959, S. 93–109.
- Beschränkung auf die Sachen als Auswahlprinzip im Schlagwortkatalog. In: Zeitschrift für Bibliothekswesen und Bibliographie, Bd. 7 (1960), S. 332–342.
- Die Auskunftserteilung als bibliothekarische Aufgabe. In: Zeitschrift für Bibliothekswesen und Bibliographie, Bd. 9 (1962), S. 329–342.
- Das Problem der vielbenutzten Literatur. in: Zeitschrift für Bibliothekswesen und Bibliographie, Bd. 12 (1965), S. 215–223.
- Das Lochkartenverfahren in der Leihstelle der Staats- und Universitätsbibliothek Hamburg. In: Zeitschrift für Bibliothekswesen und Bibliographie, Bd. 14 (1967), S. 143–153.
- Hamburg, Staats- und Universitätsbibliothek Hamburg. In: Wilhelm Totok (Hrsg.): Regionalbibliotheken in der Bundesrepublik Deutschland (= Zeitschrift für Bibliothekswesen und Bibliographie, Sonderhefte, Bd. 11). Klostermann, Frankfurt/M. 1971, S. 33–46.